# Samuel H. Shapiro

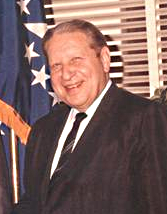
Samuel H. Shapiro

Samuel Harvey Shapiro  (* 25. April 1907 in Estland; † 16. März 1987 in Kankakee, Illinois) war ein US-amerikanischer Politiker in der Demokratischen Partei und von 1968 bis 1969 der 34. Gouverneur von Illinois.

## Frühe Jahre
Der in Estland unter dem Namen Israel Shapiro geborene Junge wanderte schon sehr früh nach Amerika aus. Dort studierte er an der University of Illinois Jura. Nach bestandenem Examen und seiner Zulassung als Anwalt praktizierte er in Kankatee in Illinois. Bald darauf wurde er Bezirksstaatsanwalt für das Kankakee County.

## Politischer Aufstieg
Als Mitglied der Demokratischen Partei wurde er 1960 und 1964 jeweils zum Vizegouverneur von Illinois gewählt. Nach dem Rücktritt von Gouverneur Otto Kerner wurde Shapiro 21. Mai 1968 neuer Gouverneur von Illinois. Seine Aufgabe war es die noch bis zum Januar 1969 laufende Amtszeit seines Vorgängers zu beenden. Er stellte sich 1968 zur Wiederwahl, unterlag aber gegen seinen Republikanischen Herausforderer Richard Ogilvie.

## Weiterer Lebenslauf
Nach seiner Wahlniederlage und dem Ende seiner Amtszeit zog sich Shapiro wieder in sein Privatleben zurück und wurde wieder als Anwalt tätig. Er starb im Jahr 1987.